# Mallotus resinosus
Mallotus resinosus är en törelväxtart som först beskrevs av Francisco Manuel Blanco, och fick sitt nu gällande namn av Elmer Drew Merrill. Mallotus resinosus ingår i släktet Mallotus och familjen törelväxter. Inga underarter finns listade i Catalogue of Life.